# Chironomus staegeri
Chironomus staegeri är en tvåvingeart som beskrevs av William Lundbeck 1898. Chironomus staegeri ingår i släktet Chironomus och familjen fjädermyggor. Arten har ej påträffats i Sverige. Inga underarter finns listade i Catalogue of Life.